# Rostrum
Termen rostrum (från latin rostrum, "näbb") används för att beteckna flera obesläktade strukturer hos olika djurgrupper:
- Hos kräftdjur är rostrum förlängningen av carapax ("ryggskölden") framåt förbi ögonen.[1] Det är i allmänhet en stel struktur, men kan vara förbunden genom en led som hos Leptostraca.[2]

- Hos insekterna är rostrum namnet på de stickande mundelarna hos skinnbaggarna. Den långa nosen hos vivlar, det så kallade snytet, kan också benämnas rostrum.[3]

- Snäckor har ett rostrum eller proboscis.[4]

- Bläckfiskar har hårda näbblika mundelar som betecknas rostrum.[5] Hos de fossila bläckfiskarna belemniter avser man med rostrum skalets spets.

- Näbben eller nosen på ett ryggradsdjur kan benämnas rostrum, speciellt hos delfiner.[6], såghajar och sågfiskar.